# آندره بگمن
آندره بگمن (انگلیسی: Andre Begemann؛ زادهٔ ۱۲ ژوئیهٔ ۱۹۸۴) یک تنیس‌باز اهل آلمان است.